# Kupres
Pour les articles homonymes, voir Kupres.
Kupres (en serbe cyrillique : Купрес) est une ville et une municipalité de Bosnie-Herzégovine située dans le canton 10 et dans la fédération de Bosnie-et-Herzégovine. Selon les premiers résultats du recensement bosnien de 2013, la ville intra muros compte 3 099 habitants et la municipalité 5 573.

## Géographie
Kupres est situé au centre du poljé de Kupres (Kupreško polje), à l'extrême nord-ouest de l'Herzégovine, à une altitude comprise entre 1 120 et 1 150 m. Située dans les Alpes dinariques, la ville connaît 55 jours d'enneigement par an. La température moyenne annuelle y est de 5,7 °C.

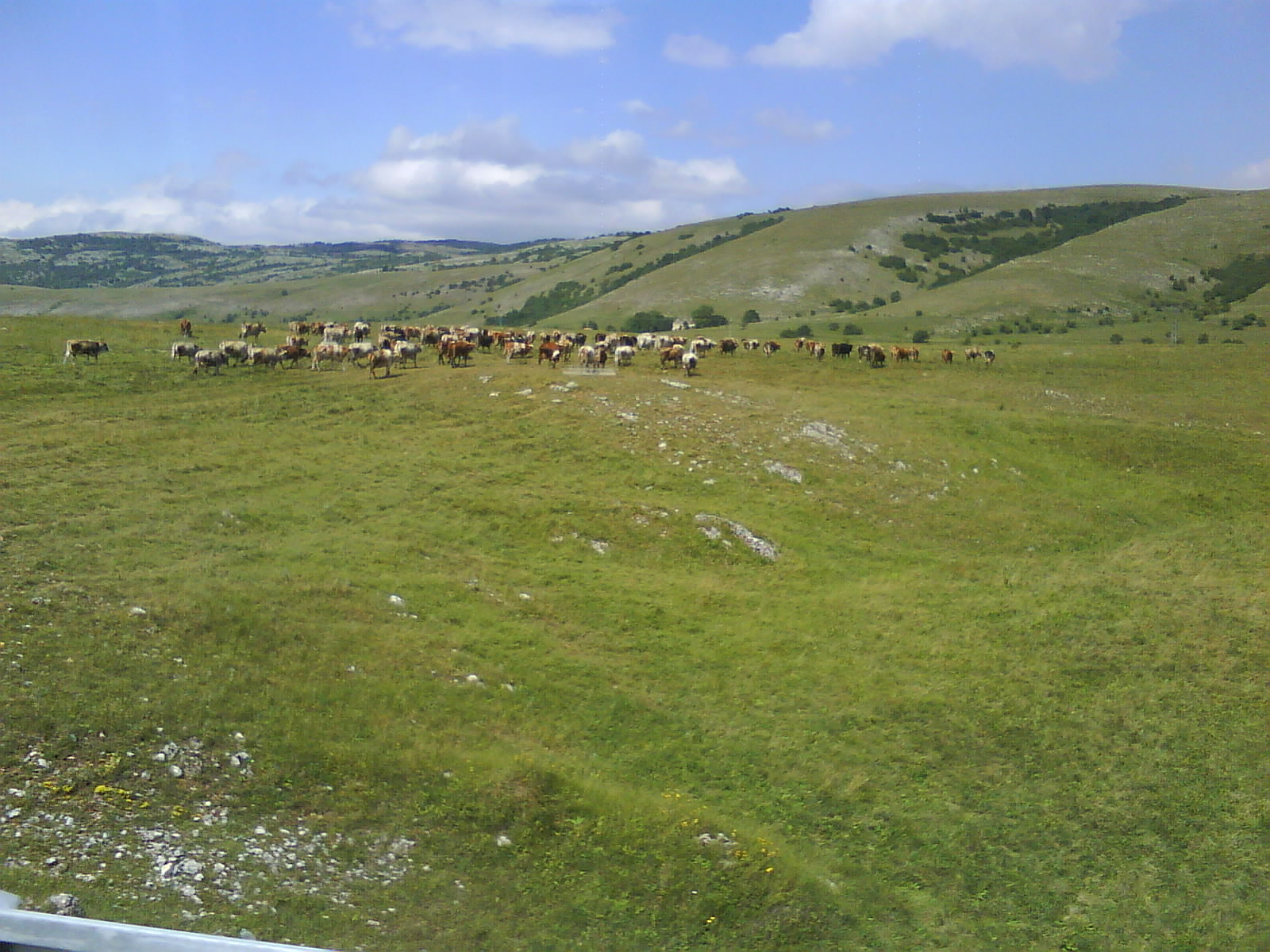
Vue du poljé de Kupres

## Histoire
Kupres est mentionné pour la première fois dans des documents remontant au royaume de Croatie, qui avait comme capitale la ville de Duvno (aujourd'hui Tomislavgrad), située à proximité. Comme le reste de l'actuelle Bosnie-Herzégovine, elle fit partie de l'Empire ottoman. Plus tard, elle fit partie de la Banovine de Croatie et, après la Seconde Guerre mondiale, de la république fédérative socialiste de Yougoslavie. Depuis 1992, elle fait partie de la Bosnie-Herzégovine indépendante. Pendant la guerre de Bosnie-Herzégovine, Kupres fut le théâtre de violents affrontements qui endommagèrent la ville et ruinèrent son économie. À la suite des accords de Dayton, en 1995, la ville fut intégrée dans un ensemble à majorité croate. Une grande partie de la population serbe quitta son territoire et fonda une nouvelle ville, elle aussi appelée Kupres ou Srpski Kupres en république serbe de Bosnie.
Après la guerre, Kupres a reconstruit son économie, notamment en développant ses infrastructures touristiques.

## Localités

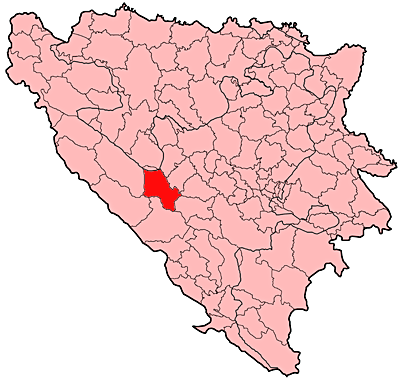
Localisation de la municipalité de Kupres en Bosnie-Herzégovine

La municipalité de Kupres compte 36 localités :
| - Barjamovci - Begovo Selo - Bili Potok - Blagaj - Botun - Brda - Bućovača - Donje Ravno - Donje Vukovsko - Donji Malovan - Goravci - Gornje Ravno | - Gornje Vukovsko - Gornji Malovan - Kudilji - Kukavice - Kupres - Kute - Mlakva - Mrđanovci - Mrđebare - Mušić - Novo Selo - Odžak | - Olovo - Osmanlije - Otinovci - Rastičevo - Rilić - Stražbenica - Suhova - Šemenovci - Vrila - Zanaglina - Zlosela - Zvirnjača |

## Démographie

### Villeintra muros

#### Évolution historique de la population dans la villeintra muros
| 1948 | 1953 | 1961 | 1971 | 1981  | 1991  | 2013  |
| ---- | ---- | ---- | ---- | ----- | ----- | ----- |
| -    | -    | 550  | 943  | 1 693 | 2 715 | 3 099 |

|  |

### Municipalité

#### Évolution historique de la population dans la municipalité
| 1961   | 1971   | 1981   | 1991  | 2013  |
| ------ | ------ | ------ | ----- | ----- |
| 11 813 | 11 496 | 10 098 | 9 618 | 5 573 |

#### Répartition de la population dans la municipalité (1991)
En 1991, sur un total de 9 618 habitants, la population se répartissait de la manière suivante :

## Politique
À la suite des élections locales de 2012, les 17 sièges de l'assemblée municipale se répartissaient de la manière suivante :
| Parti                                                     | Sièges |
| --------------------------------------------------------- | ------ |
| Union démocratique croate de Bosnie-Herzégovine (HDZ BiH) | 7      |
| Liste indépendante « Pour Kupres »                        | 3      |
| Union démocratique croate 1990 (HDZ 1990)                 | 2      |
| Parti croate du Droit de Bosnie-Herzégovine (HSP BiH)     | 1      |
| Parti social-démocrate (SDP)                              | 1      |
| Alliance des sociaux-démocrates indépendants (SNSD)       | 1      |
| Bloc croate du Droit de Bosnie-Herzégovine                | 1      |
| Parti pour la Bosnie-Herzégovine (SBiH)                   | 1      |

Perica Romić, membre de l'Union démocratique croate de Bosnie et Herzégovine (HDZ BiH), a été élu maire de la municipalité.

## Infrastructures et économie
Kupres est relié par la route à Tomislavgrad et Livno ; elle est reliée par un tunnel à la ville voisine de Bugojno, en Bosnie.
Tous les ans, une foire agricole - accompagnée de manifestations culturelles - a lieu à Kupres au mois de juillet.

## Tourisme
Située dans les Alpes dinariques, la ville possède une très petite station de ski, particulièrement appréciée par les Croates. À 10 km se trouve un lac glaciaire, le lac de Kukavice (Kukavičko jezero), qui attire de nombreux touristes.

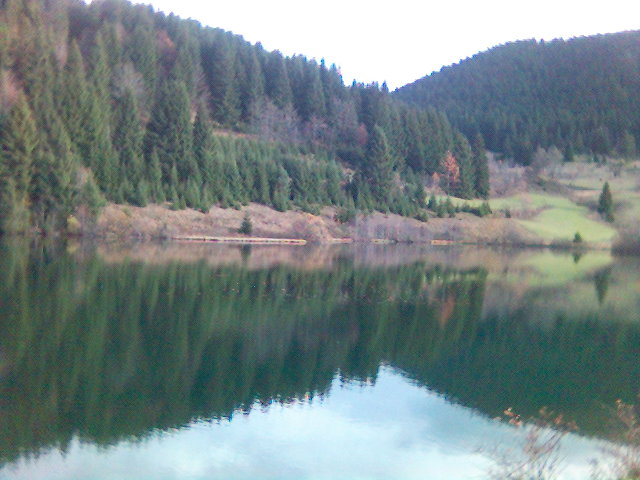
Le lac de Kukavice

## Personnalités
- Stanko Svitlica (né en 1976), footballeur
- Slobodan Milišić (né en 1966), footballeur